# 吉田屋
吉田屋（よしだや）は、商号の一つ。全国にその名を見ることができるが、特に京都三本木通にあった料理屋の吉田屋が歴史的に名高い。
吉田屋は、幕末に倒幕派の志士たちが密会の場として頻繁に利用していた。新撰組に追われていた桂小五郎（木戸孝允）を吉田屋に籍を置く芸妓の幾松がかくまった話が有名。坂本龍馬と中岡慎太郎が署名に立ち会った薩土盟約締結の場としても知られる。

## 吉田屋と清輝楼
三本木は江戸時代には町芸者を置く酒楼が立ち並ぶ歓楽街であり、吉田屋、清輝楼などの料亭が軒を連ねた。吉田屋と清輝楼はよく混同されるが、同時期に三本木に存在した異なる料亭である。

清輝楼は、薩摩藩の西郷隆盛が禁門の変の直前にいわゆる「血涙会議」と呼ばれる大演説を行い、長州藩討伐を諸藩に訴えた場所として知られている。一方の吉田屋は、長州藩の桂小五郎が愛人の幾松に匿われ潜伏した場所であり、西郷が敵対する長州藩の潜伏先で演説を行った可能性は極めて低い。同様に、頼山陽の邸宅・山紫水明處と吉田屋も混同されがちであるが、これは頼山陽の死後に吉田屋がその隣まで敷地を広げたことが、誤解を生じた原因であるという。実際には、山紫水明処の北辺に吉田屋が、吉田屋の北辺に清輝楼があった。
現在は吉田屋跡は個人宅になっており、清輝楼跡は料亭大和屋を経て、「立命館草創の地」と銘打った記念碑が置かれている。
桂小五郎・幾松寓居跡とされる閉店した料亭「幾松」とは、どちらも全く無関係で、場所も大きく異なる。